# Amata kammeli
Amata kammeli är en fjärilsart som beskrevs av Hermann Stauder 1921. Amata kammeli ingår i släktet Amata och familjen björnspinnare. Inga underarter finns listade i Catalogue of Life.